# Pôle universitaire Léonard-de-Vinci
Pôle universitaire Léonard de Vinci to francuski klaster uniwersytecki zlokalizowany w La Défense.
Centrum uniwersyteckie Leonardo de Vinci, uniwersyteckie centrum szkolnictwa wyższego, zostało utworzone w 1995 r. przez radę generalną Hauts-de-Seine, kierowaną przez Charles Pasqua: dlatego często nazywa się je potocznie „Uniwersytetem Pasqua” (Fac Pasqua). klaster był prywatną francuską szkołą wyższą. Pierwotnie był finansowany głównie ze środków publicznych. Klaster jest obecnie zarządzany przez Stowarzyszenie Leonardo da Vinci (ALDV) i nie otrzymuje już żadnych dotacji z Hauts-de-Seine. PULV został zarządzany przez Pascal Brouaye od 2012 roku i posiada certyfikat EESPIG od 10 stycznia 2018 roku.